# À l'estomac
À l'estomac (titre original : Haunted) est un roman de Chuck Palahniuk publié en 2005. Il raconte l'histoire de dix-sept personnes ayant répondu à une petite annonce proposant de participer à une retraite secrète d'écrivains de trois mois. Le récit s'organise autour de vingt-trois petites nouvelles sur la vie antérieure de chaque participant accompagnée quasiment systématiquement par un poème le décrivant.